# Lista de títulos e prêmios recebidos por Zico

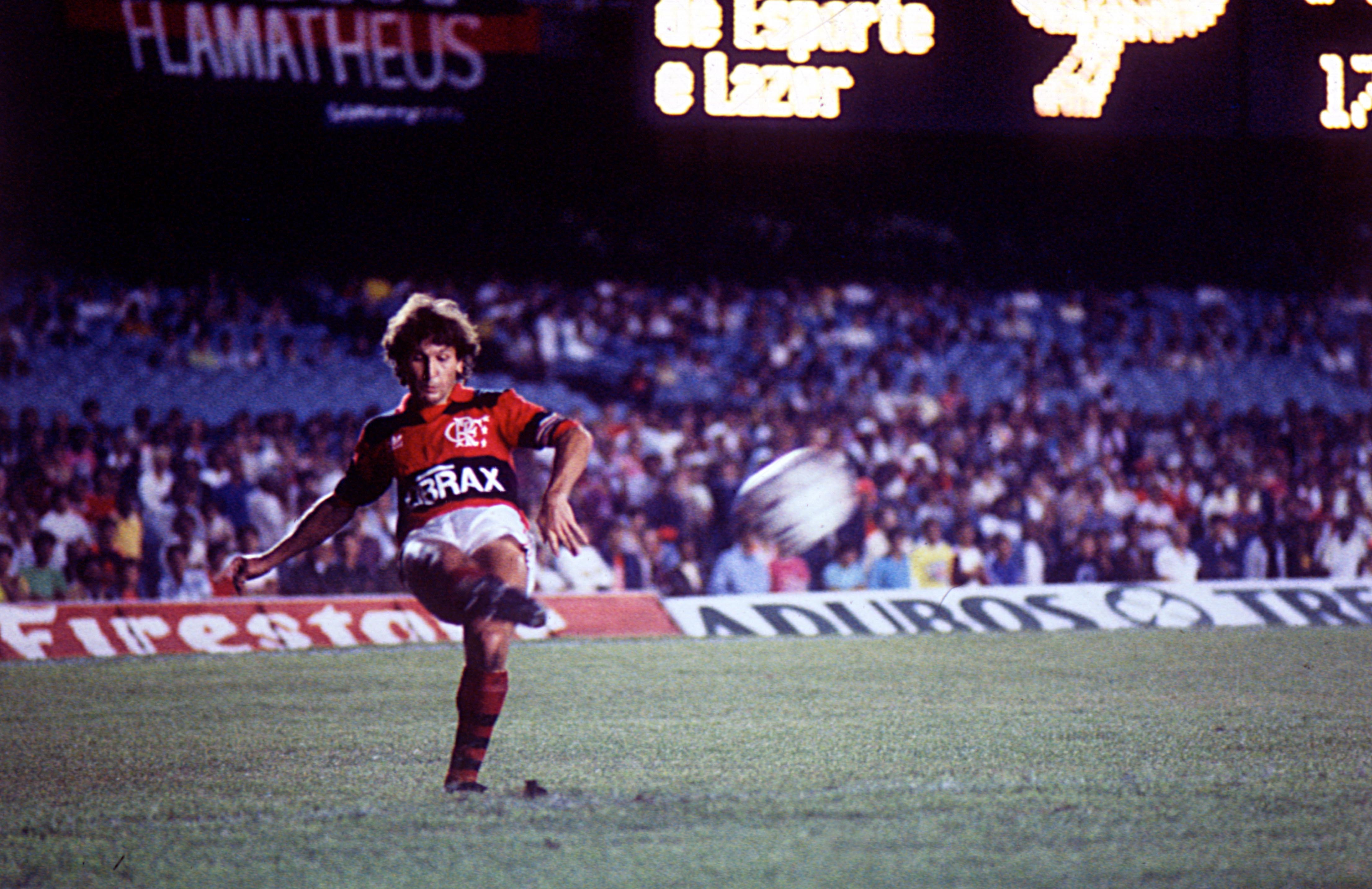
Zico jogando pelo Flamengo em 1981.

Esta é uma lista de títulos, prêmios e recordes estabelecidos por Zico, ex-futebolista brasileiro que jogou pelo Flamengo, Udinese, Kashima Antlers e pela Seleção Brasileira. Ele é amplamente considerado como um dos maiores jogadores de todos os tempos.

## Títulos como jogador
Flamengo[carece de fontes?]
- Copa Intercontinental: 1981
- Copa Libertadores da América: 1981
- Campeonato Brasileiro: 1980, 1982, 1983[3][4][5]
- Copa União: 1987[6][7][8]
- Campeonato Carioca: 1972, 1974, 1978, 1979, 1979 (Especial), 1981, 1986

Kashima Antlers
- Copa Suntory Series: 1993

Seleção Brasileira
- Taça do Atlântico: 1976
- Copa Roca: 1976
- Copa Rio Branco: 1976
- Taça Oswaldo Cruz: 1976
- Torneio Bicentenário dos EUA: 1976
- Taça Brasil-Inglaterra: 1981

Seleção Brasileira Olímpica
- Torneio Pré-Olímpico Sul-Americano: 1971

### Prêmios individuais

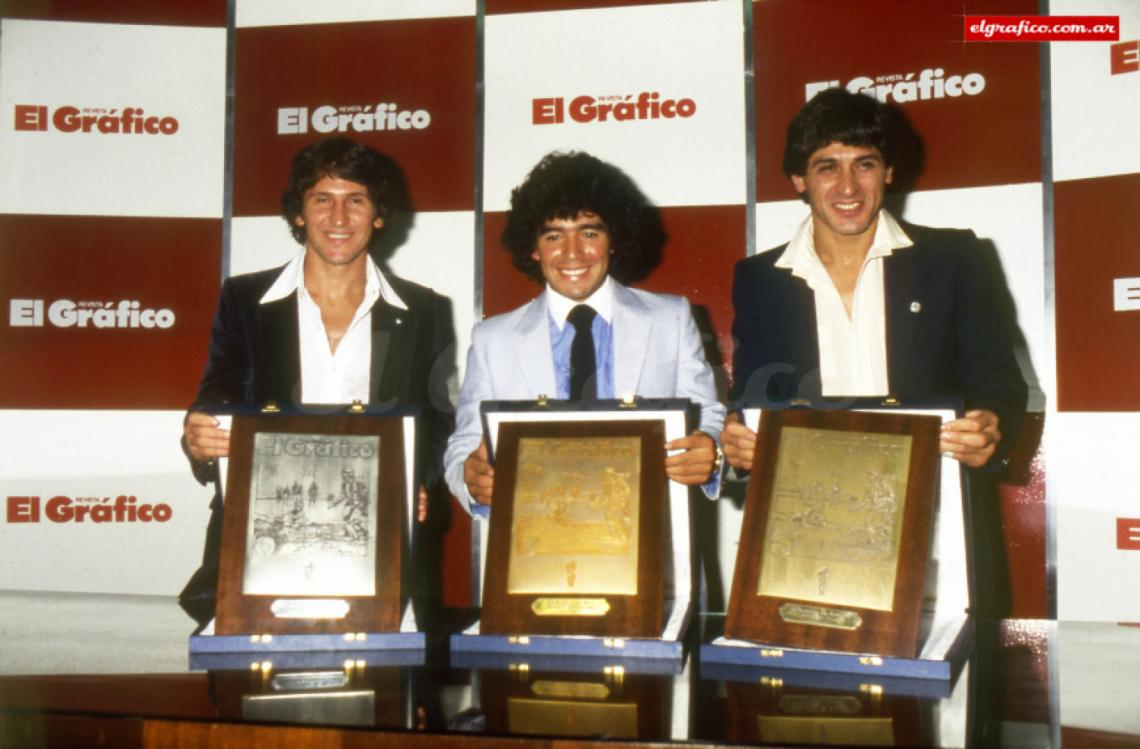
Zico, Maradona e Filol na entrega do prêmio de Melhor Jogador da América do Sul em 1981.

- Jogador Revelação do Campeonato Brasileiro: 1974[9]
- Melhor Jogador do Campeonato Carioca: 1972, 1974, 1978, 1979, 1979 (especial), 1981 e 1986[10]
- Bola de Prata: 1974, 1975, 1977, 1982, 1987[11]
- Bola de Ouro: 1974, 1982[12]
- Melhor Jogador da América do Sul (El Mundo): 1977, 1981, 1982[carece de fontes?]
- Bola de Prata (Artilheiro): 1980, 1982[13]
- Melhor Jogador do Campeonato Brasileiro: 1980, 1982 e 1983[9]
- Melhor Jogador da Copa Libertadores da América: 1981[14]
- Melhor Jogador da Copa Intercontinental: 1981[15]
- Seleção Ideal do Mundo (Guerin Sportivo): 1981[16]
- Melhor Jogador do Mundo (Guerin Sportivo): 1981[17]
- Seleção da Copa do Mundo FIFA: 1982[18]
- Chuteira de Bronze da Copa do Mundo FIFA: 1982[19]
- Melhor Jogador do Mundo (World Soccer):

1983
- Seleção do Campeonato Italiano: 1983–84[21]
- Melhor Jogador do Campeonato Italiano: 1983–84[22]
- Prêmio Chevron: 1983–84[23]
- Jogador do Ano no Futebol Brasileiro (Placar): 1989[24]
- Calçada da Fama do Kashima Antlers: 1993[25]
- Medalha Tiradentes: 1995[26]
- Seleção de Futebol do Século XX: 1996, 1997
- Ordem de Mérito da FIFA: 1996[27]
- Hall da Fama da FIFA: 2000[28]
- Calçada da Fama do Maracanã: 2000[29]
- FIFA 100: 2004[30]
- Prémio Golden Foot (Lenda do Futebol): 2006[31]
- Hall da Fama do Kashima Antlers: 2009[32]
- Prêmio Superar: 2012[33]
- IFFHS (Lendas do Futebol): 2016[34]
- Hall da Fama do Futebol Japonês: 2016[35]
- Hall da Fama do Futebol Mexicano: 2016[36]
- Maior ídolo da História do Flamengo (O Globo): 2020[37]
- Seleção de Todos os Tempos do Brasil (IFFHS): 2021[38]
- Seleção de Todos os Tempos da América do Sul (IFFHS): 2021[39]
- Seleção de Todos os Tempos da Udinese (Guardian Sport Network): 2022[40]

Estátuas

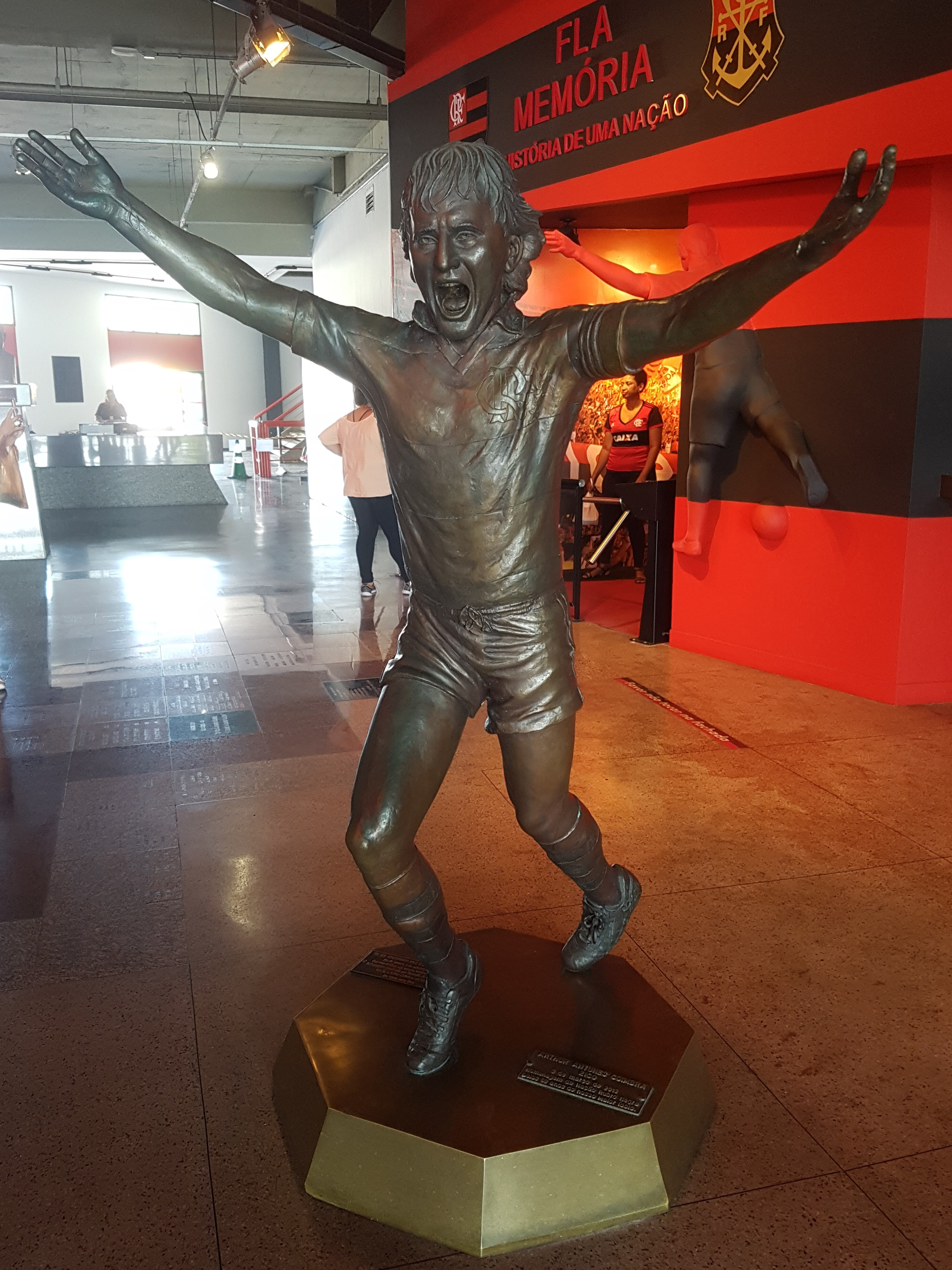
Estátua de Zico em exposição na Gávea

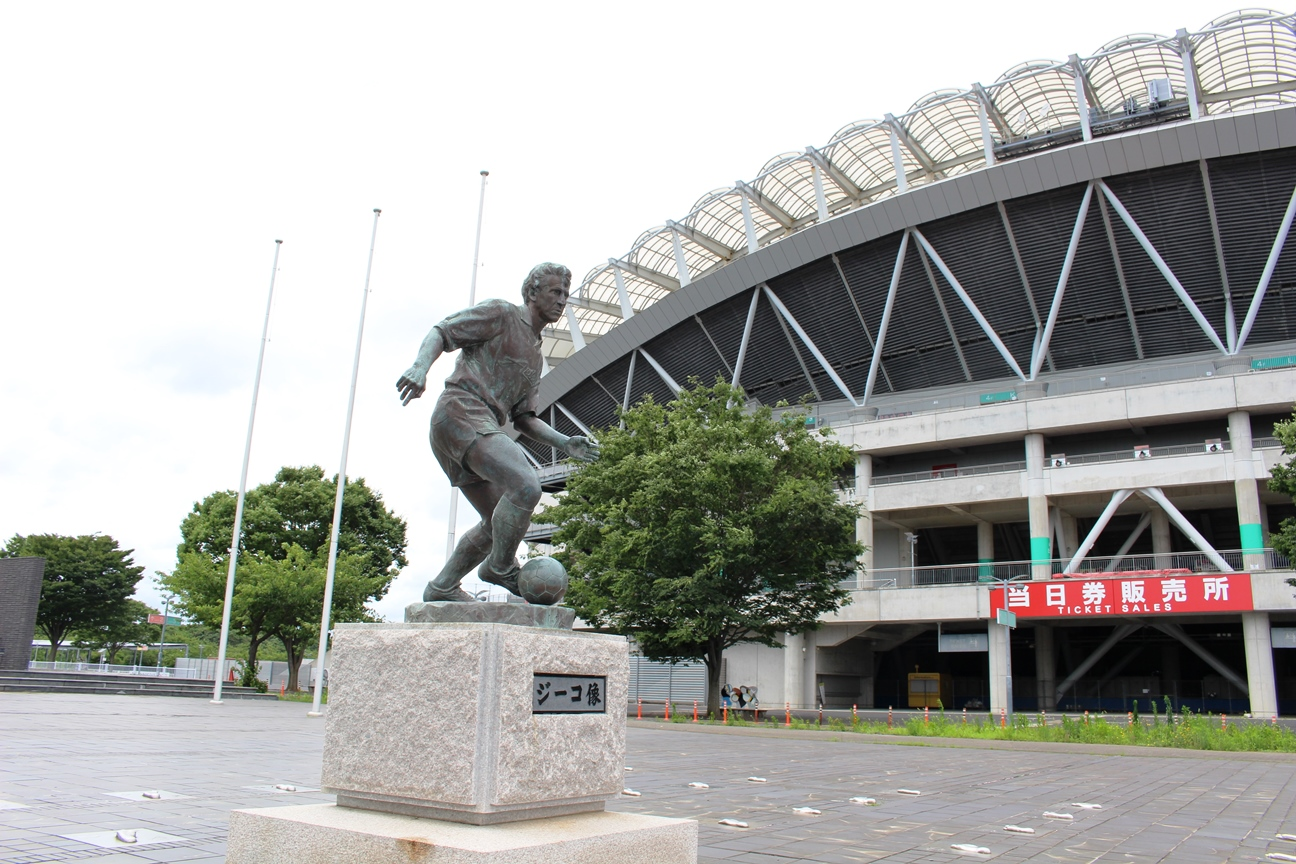
Estátua de Zico no Estádio Kashima.

- Zico é homenageado com estátua na Sede social do Clube de Regatas do Flamengo[41]
- Zico ganhou duas estátuas na cidade de Kashima e no Estádio Kashima no Japão[42]
- Zico ganha estátua no Hall da Fama do Maracanã[43]

### Artilharias
Flamengo
- Campeonato Carioca: 1975 (30 gols)
- Campeonato Carioca: 1977 (27 gols)
- Campeonato Carioca: 1978 (19 gols)
- Campeonato Carioca: 1979 (26 gols)
- Campeonato Carioca: 1979 (Especial) (34 gols)
- Campeonato Brasileiro: 1980 (21 gols)
- Copa Libertadores da América: 1981 (11 gols)
- Campeonato Brasileiro: 1982 (20 gols)
- Campeonato Carioca: 1982 (21 gols)

Kashima Antlers
- Japan Soccer League: 1991–92 (22 gols)[44]

Seleção Brasileira
- Eliminatórias da Copa do Mundo FIFA de 1978 (5 gols)
- Eliminatórias da Copa do Mundo FIFA de 1982 (5 gols)

### Recordes
- Maior Artilheiro do Flamengo: (509 gols)[45]
- Maior Artilheiro do Estádio do Maracanã: (333 gols)[46]
- Maior Artilheiro do Clássico Fla-Flu: 19 gols[47]
- Maior Vencedor do Prêmio Bola de Prata: 9[48]
- Maior Vencedor do Prêmio de Rei da América: 3[49]

## Títulos como treinador

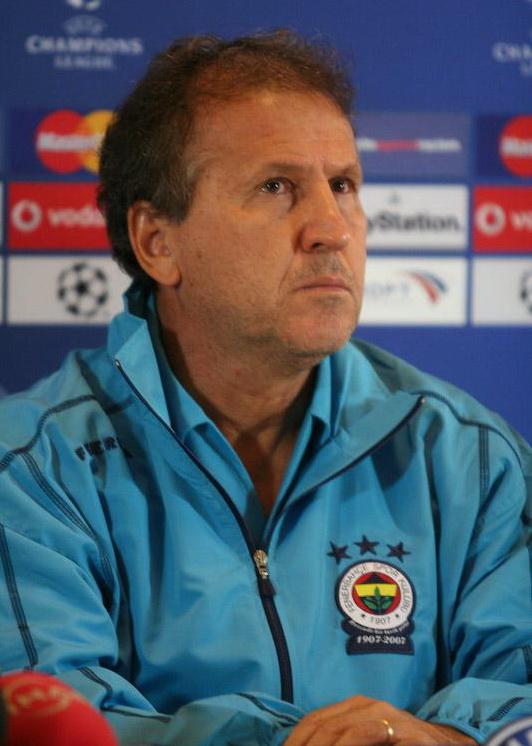
Zico em 2007 como treinador do Fenerbahçe.

Seleção Japonesa[carece de fontes?]
- Copa da Ásia: 2004

Fenerbahçe[carece de fontes?]
- Campeonato Turco: 2006–07
- Supercopa da Turquia: 2007

Bunyodkor[carece de fontes?]
- Campeonato Uzbeque: 2008
- Copa do Uzbequistão: 2008

CSKA Moscou[carece de fontes?]
- Copa da Rússia: 2008–09
- Supercopa da Rússia: 2009

### Prêmios individuais
- Melhor Treinador da Copa da Ásia: 2004
- Treinador do Ano na Turquia: 2007[50]

Honrarias
- prêmio CCBT Especial: 2016[51]

## Títulos como diretor técnico
Kashima Antlers
- Liga dos Campeões da AFC: 2018[53]

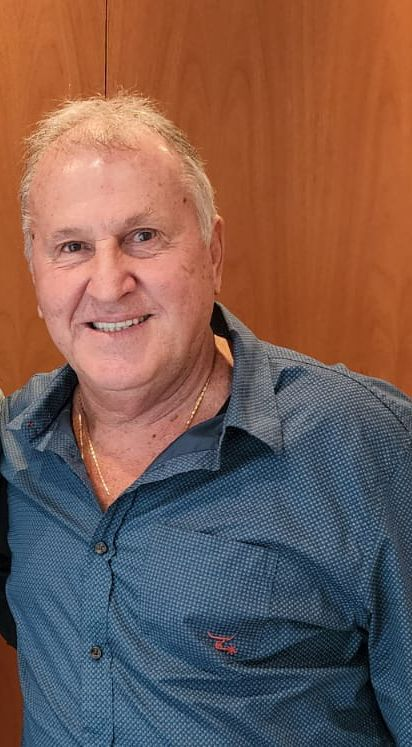
Zico em 2022 como diretor técnico do Kashima Antlers

- Campeonato Japonês: 1996, 1998, 2000, 2001
- Copa do Imperador: 1997, 2000
- Copa da Liga Japonesa: 1997, 2000, 2002
- Supercopa do Japão: 1997, 1998[54], 1999